# Kasper Fønss Stilling
Kasper Fønss Stilling er en dansk stemmeskuespiller, der har bidraget med sin stemme til to animationsfilm: Han medvirkede i "Fuglekrigen i Kanøfleskoven" fra 1990, instrueret af Jannik Hastrup og baseret på bogen "Fuglekrigen" af Bent Haller, hvor han lagde stemme til figuren "Ingolf"; og i "Aberne og det hemmelige våben" fra 1995, også instrueret af Jannik Hastrup og med manuskript af Bent Haller, hvor han lagde stemme til figuren "Dixie".